# Krohnittella
Krohnittella är ett släkte av pilmaskar. Krohnittella ingår i familjen Krohnittellidae.
Krohnittella är enda släktet i familjen Krohnittellidae.
Kladogram enligt Catalogue of Life:
| Krohnittella | \| \| Krohnittella boureei \| \| \| \| \| \| Krohnittella tokiokai \| \| \| \| |
|              | \| \| Krohnittella boureei \| \| \| \| \| \| Krohnittella tokiokai \| \| \| \| |
|              | Krohnittella boureei                                                           |
|              |                                                                                |
|              | Krohnittella tokiokai                                                          |
|              |                                                                                |